# Новосёлки (Киево-Святошинский район)
Новосёлки (укр. Новосілки) — село в Украине, Киево-Святошинского района Киевской области. Население села — 3761 человек.
В Новоселках расположен Институт садоводства Украины академии аграрных наук. Новосёлки является главным центром выращивания саженцев разных сортов плодовых, ягодных и декоративных культур. Развита механизированная транспортная база, позволяющая вести широкую аграрно-промышленную деятельность по выращиванию, хранению и переработке плодово-ягодной продукции.

## Галерея

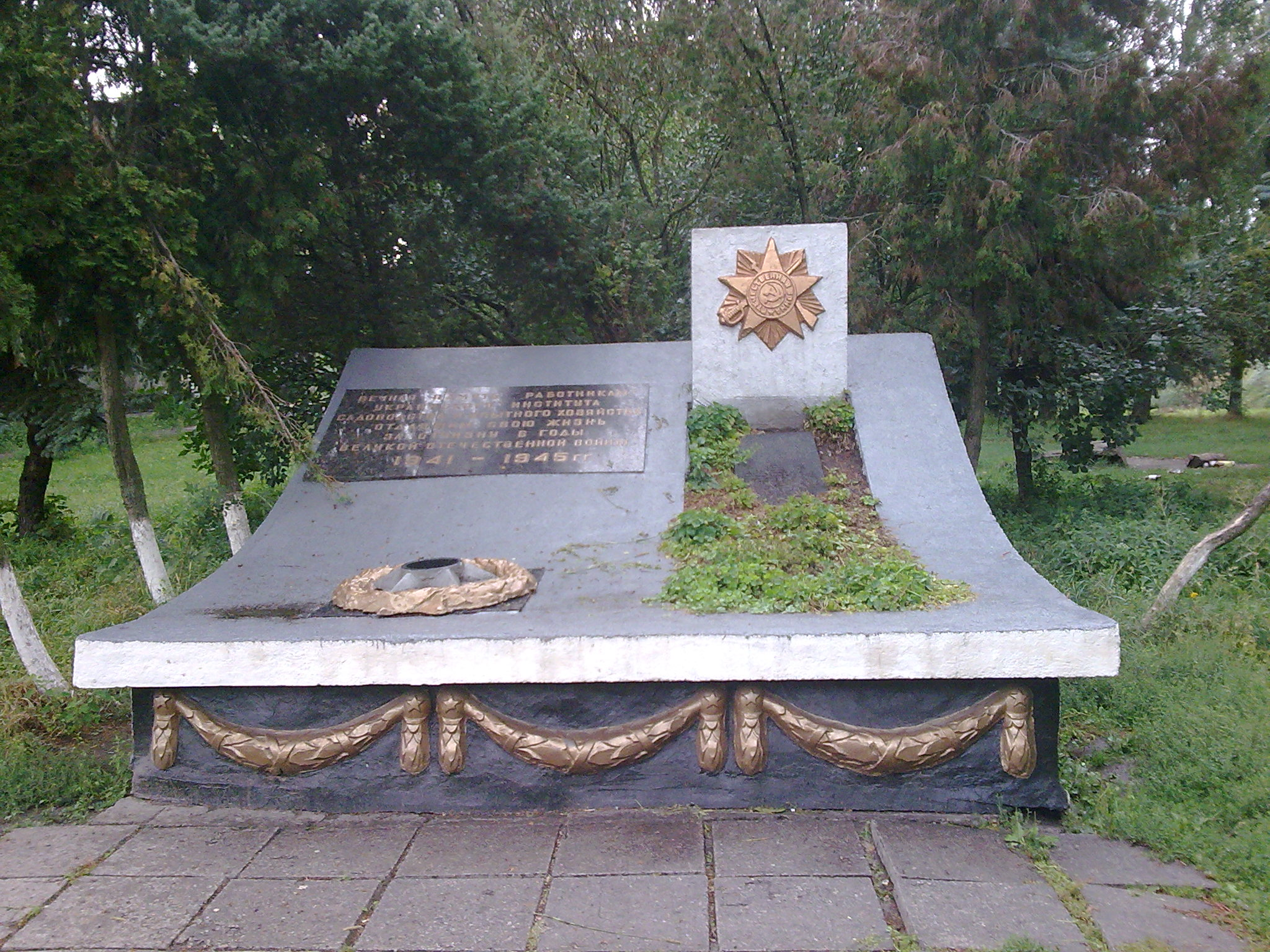
Мемориал в Новосёлках
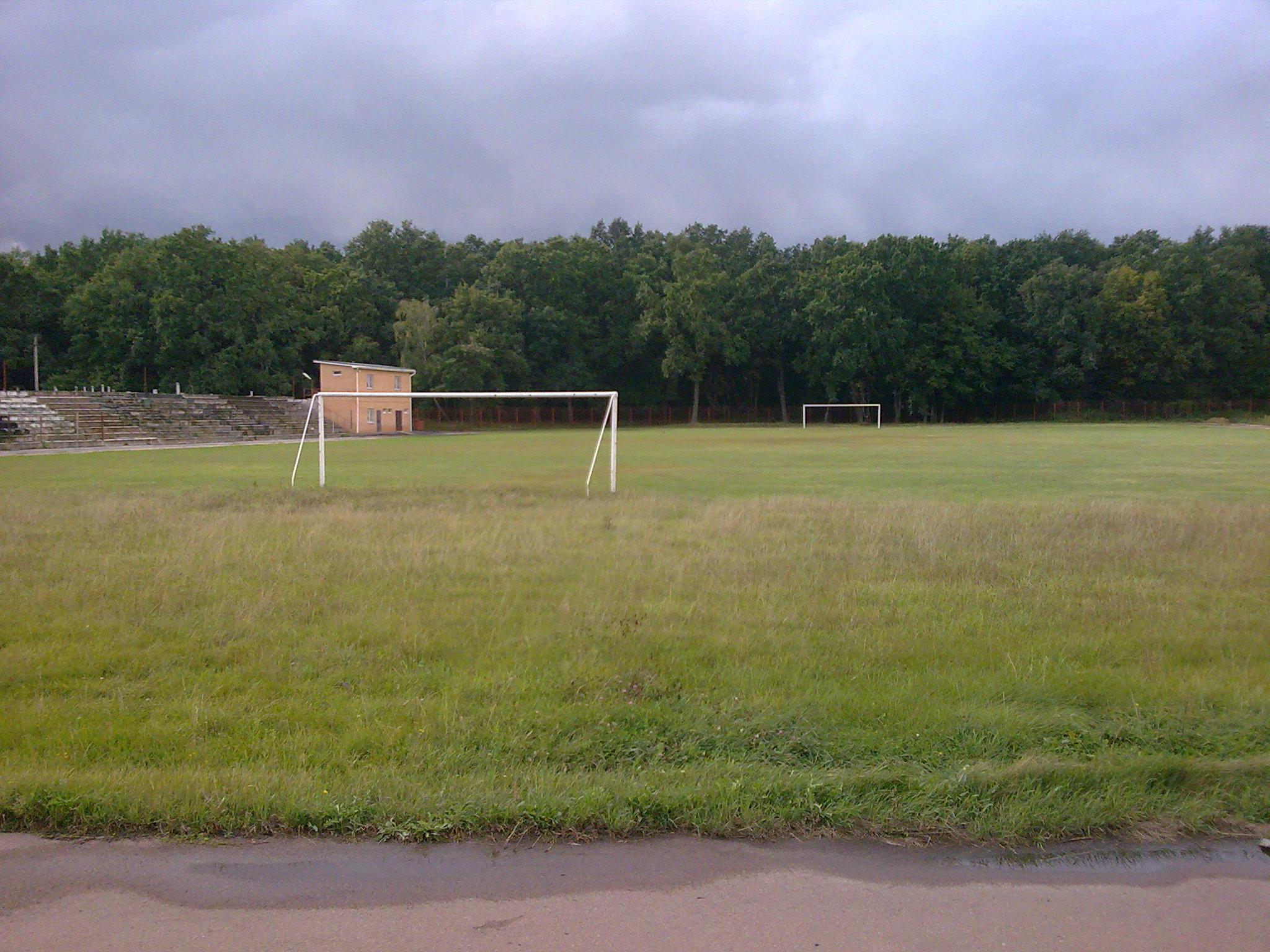
Стадион в Новосёлках
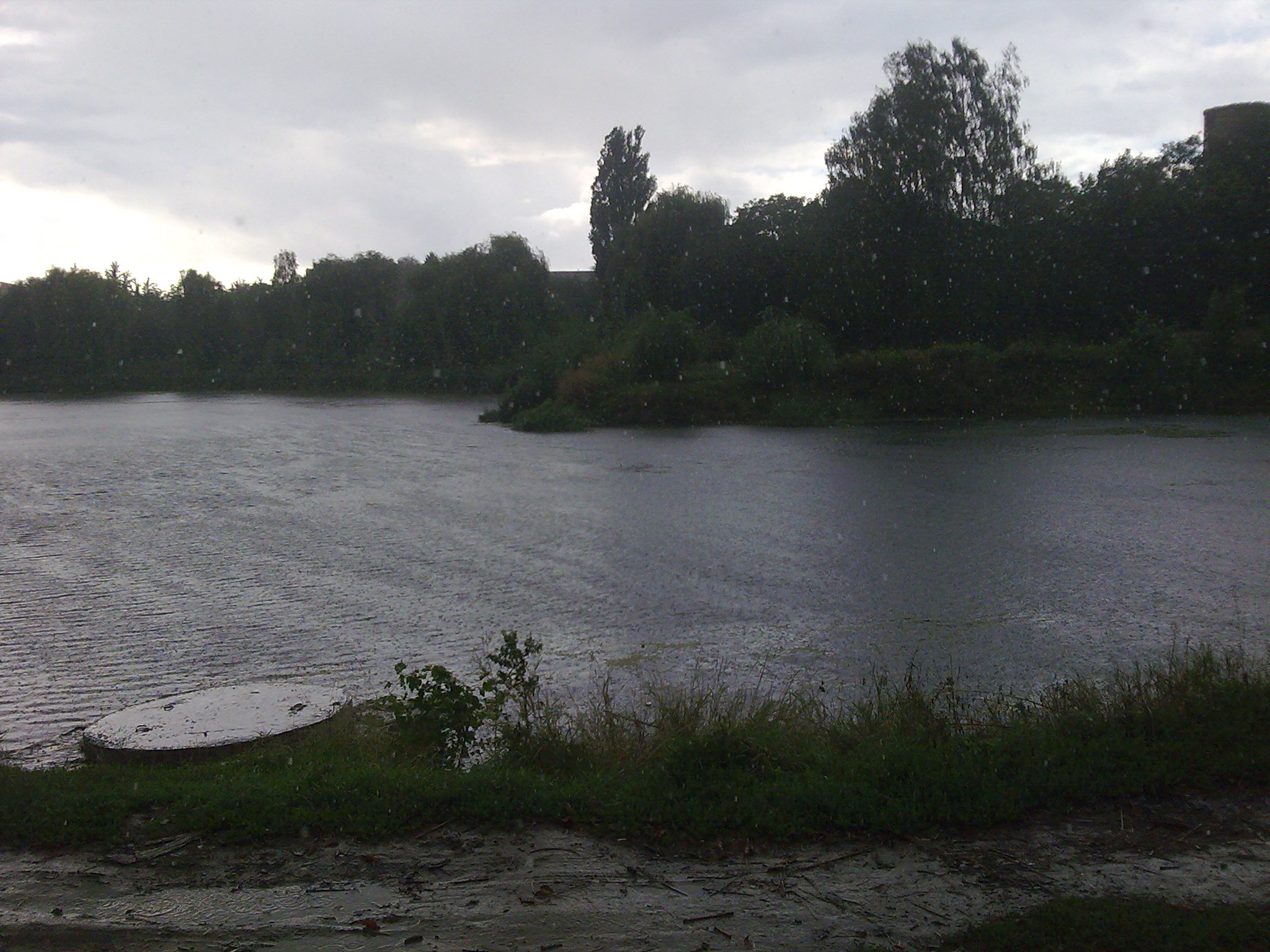
Озеро в Новосёлках